# مای داینگ براید
مای دایینگ براید (به انگلیسی: My Dying Bride) یک گروه دوم متال انگلیسی است.
این گروه در سال ۱۹۹۰ همراه ۲ گروه دیگر دوم متال (آناتما و پاردایز لاست) تأسیس شد. آن‌ها از اولین گروه‌های ژانر موسیقی دث/دوم بودند.
موسیقی دایینگ براید آرام اما با ریفهای بسیار سنگین گیتار همراه است.